# Niggli (maison d'édition)
Pour les articles homonymes, voir Niggli.
Niggli est une maison d'édition germanophone suisse, spécialisée dans les domaines de la typographie, du design et de l'architecture.

## Historique et activités
La maison d'édition Niggli est fondée en 1950 par Arthur Niggli (1923–2000) dans la petite localité de Teufen, dans le canton d'Appenzell. Arthur Niggli dirige la maison d'édition durant 37 ans, au cours desquels il publie 250 livres.
Parmi les ouvrages marquants figurent la première monographie de Paul Klee, publiée en 1954, ou encore l'anthologie DADA – Monographie einer Bewegung, en 1958.
Niggli publie également des ouvrages didactiques influents, qui contribuent à l'établissement du “style suisse” :  
- Les problèmes d'un artiste graphique de Josef Müller-Brockmann (1961).
- Programme entwerfen de Karl Gerstner (1964).
- Manuel de création graphique d'Armin Hofmann (1965).
- Typographie d'Emil Ruder (1967).
- Grid systems – Raster systeme de Josef Müller-Brockmann (1981).

Couvertures de quelques livres publiés par Niggli Verlag
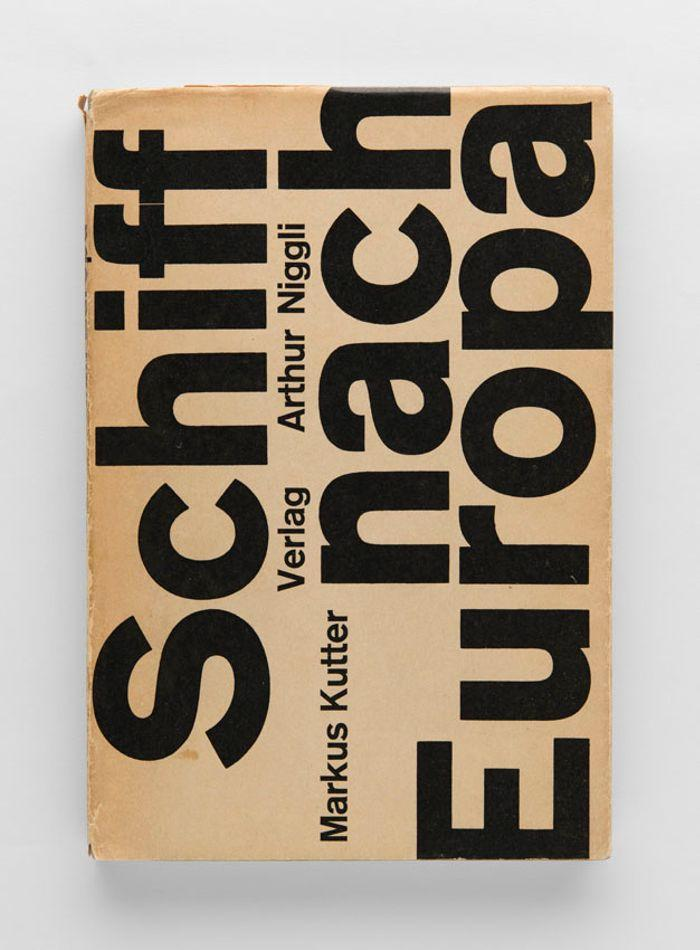
Schiff nach Europa, Markus Kutter, 1957.
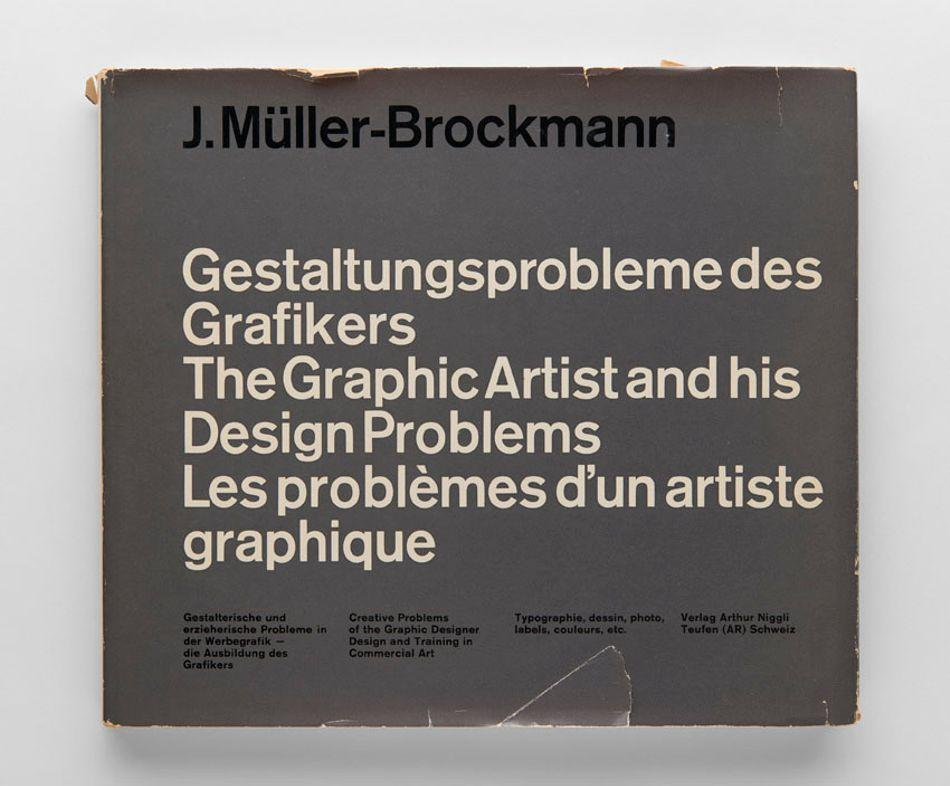
“Les problèmes d'un artiste graphique”, J. Müller-Brockmann, 1961.
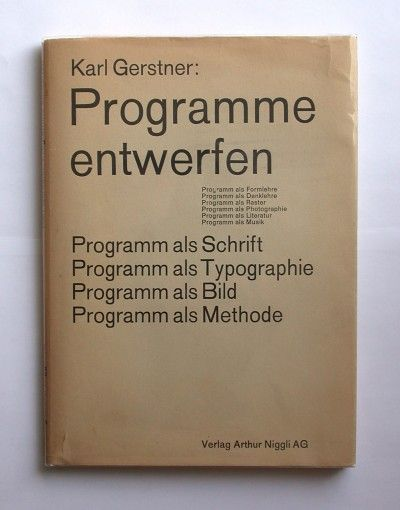
“Programme entwerfen”, Karl Gerstner, 1964.
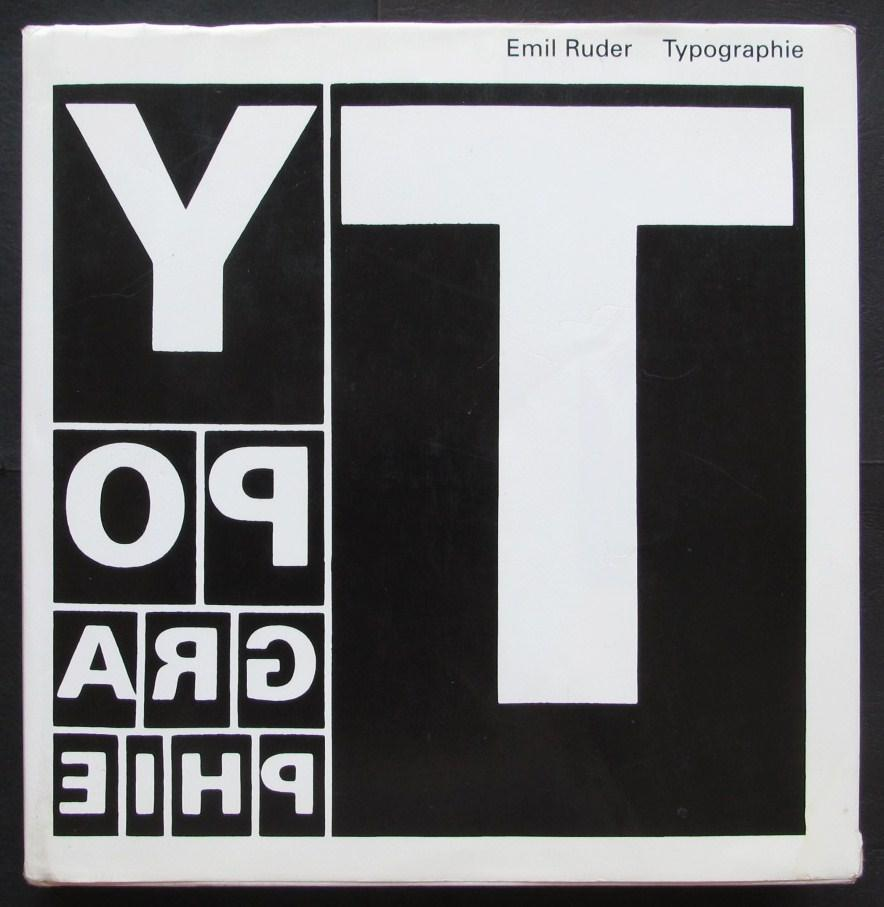
“Typographie”, Emil Ruder, 1967.
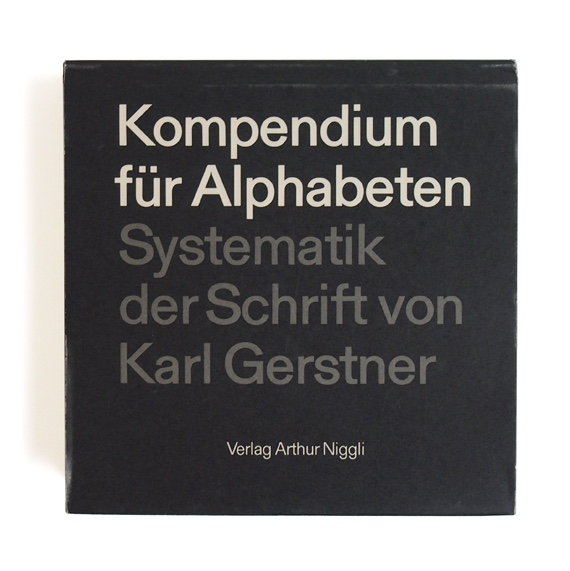
“Kompendium für Alphabeten”, Karl Gerstner, 1972.
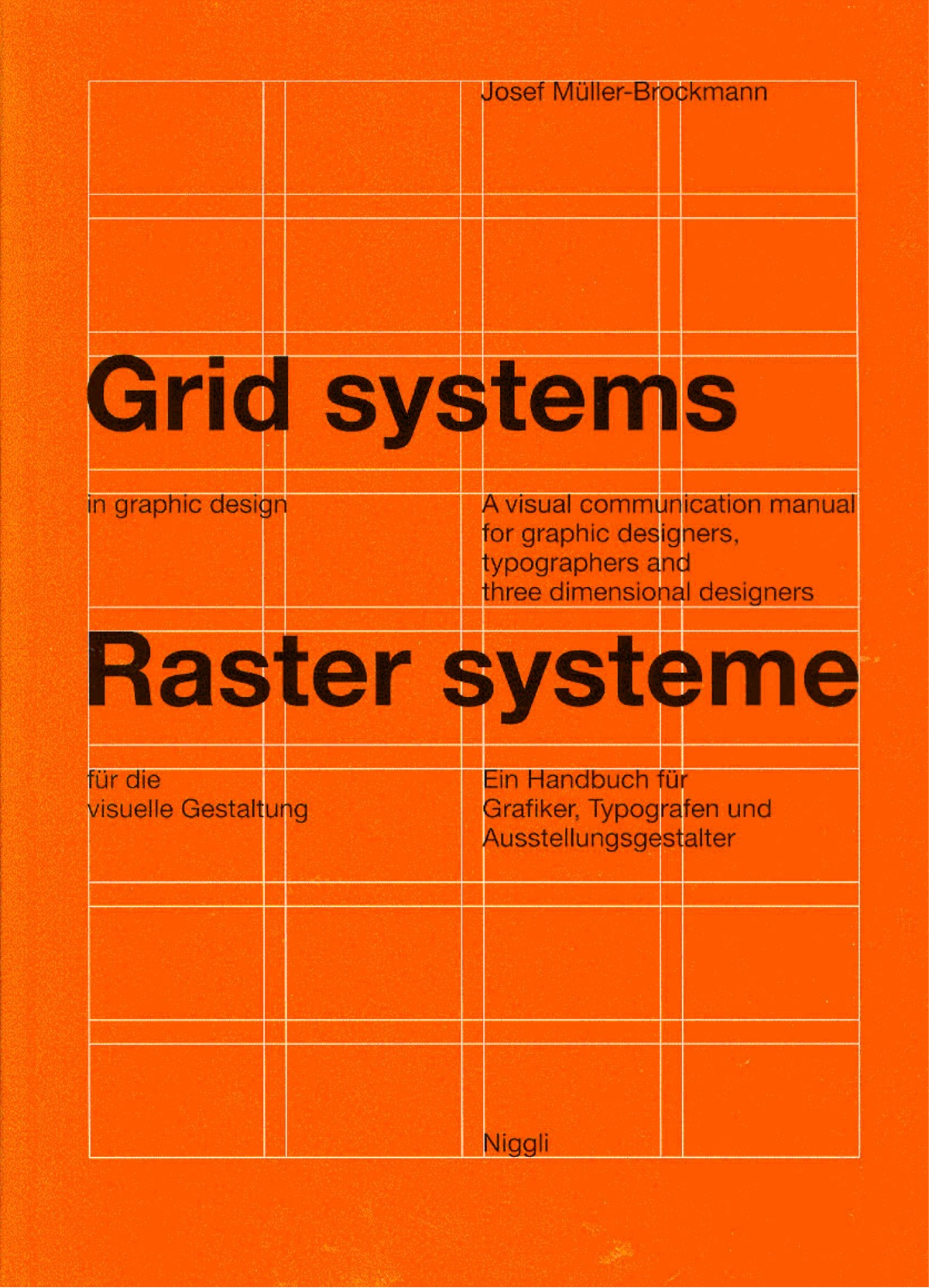
“Grid systems – Raster systeme”, J. Müller-Brockmann, 1981.

Arthur Niggli s'étant retiré de la direction de l'entreprise, Niggli change plusieurs fois de propriétaire dans les années qui suivent. En 1992, Niggli est repris par l'éditeur Heer Druck AG, à Sulgen (Thurgovie). En 2009, Niggli est acquis par la société bsmediagroup, dirigée par les successeurs de Heer. En 2014, la maison d'édition Niggli est vendue à Braun Publishing AG, et passe sous la direction de l'éditeur Markus Sebastian Braun.

## Auteurs
- Walter Gropius
- Karl Gerstner
- Markus Kutter
- Armin Hofmann
- Emil Ruder
- Josef Müller-Brockmann